# Euclinia
Euclinia é um género botânico pertencente à família Rubiaceae.